# Wangen (Alemanha)
Wangen é uma cidade da Alemanha, no distrito de Ravensburg, na região administrativa de Tubinga , estado de Baden-Württemberg.

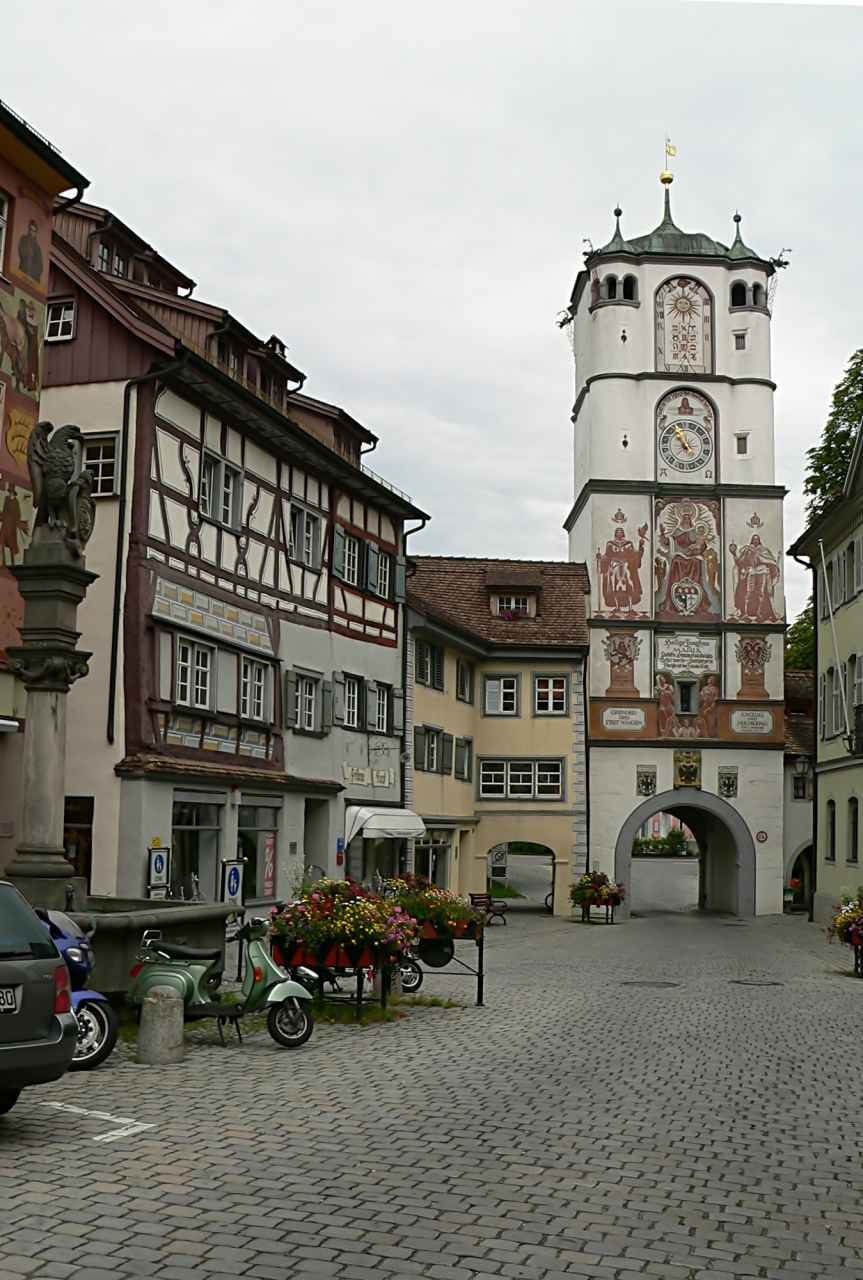
Porta da cidade